# 日本贵弥功
日本貴彌功株式会社（日语：／ Nippon Kemikon */?、英語：、台灣註冊名稱)，簡稱貴彌功、佳美工、黑金刚或NCC，總公司位於東京都品川區，主要是以開發、製造及販賣鋁電解電容器、雙電層電容器(又稱為超級電容器)等電容器以及壓敏電阻(又稱突波吸收器)、電感等電子零件之企業。

## 歷史
- 1931年(民國20年)8月 創立佐藤電機工業所
- 1947年(民國36年)8月 改組佐藤電機工業所後設立NIPPON CHEMICAL CONDENSER INC.
- 1963年(民國52年)5月 公司名變更為NIPPON CHEMICAL CONDENSER INC.
- 1970年(民國59年)9月 在東京證券交易所第2部掛牌上市
- 1977年(民國66年)9月 在東京證券交易所第1部重新掛牌上市
- 1981年(民國70年)7月 公司名再次變更為NIPPON CHEMI-CON CORPORATION
- 1995年(民國84年)4月 收購MARCON ELECTRONICS(日本山形縣長井市)的股份。
- 1997年(民國86年)4月 從三井石油化學工業株式会社(現三井化学株式会社)接管電感事業。

## 主要商品
- 電容器
  - 鋁電解電容器 – 非固態電解電容器以及導電性高分子固體電解電容器。為業界供貨No.1。
  - 雙電層電容器 – 使用DLCAP商標販賣。被MAZDA的i-ELOOP所採用。
  - 多層陶瓷電容 – 從舊MARCON ELECTRONICS所繼承的事業。專注3.2mm X 1.6mm以上大尺寸製品。
  - 電子迴路用薄膜電容 - 從舊MARCON ELECTRONICS所繼承的事業。
- 其他電子產品
  - 壓敏電阻(又稱突波吸收器) - 從舊MARCON ELECTRONICS所繼承的事業。用已登錄商標TNR(Toshiba Non-linear Resistor的簡稱)販賣中。
  - 電感以及磁芯。從三井石油化學工業所繼承的事業。
- 模組
  - CMOS模組 – 將元件及零件組成模組後販賣。
  - 矽質晶圓 – 作為代理店販賣製品。
- 其他
  - 鋁電解電容器用電極箔 – 藉由KDK販賣株式会社販賣。
  - 製造設備 - 藉由貴彌功精機株式会社販賣。

## 主要據點
- 總公司 日本東京都品川區
- 新潟工廠 新潟縣北蒲原郡聖籠町
- 高荻工廠 茨城縣高荻市

## 日本國內關係企業
- 貴彌功東日本株式会社 岩手工廠 岩手縣北上市
- 貴彌功東日本株式会社 宮城工廠 宮城縣大崎市
- 貴彌功東日本株式会社 福島工廠 福島縣溪白河郡矢吹町
- 貴彌功東日本材料株式会社 岩手和賀工廠 岩手縣北上市
- 貴彌功東日本材料株式会社 喜多方工廠 福島縣喜多方市
- KDK販賣株式会社 東京都品川區
- 貴彌功山形株式会社 山形縣長井市
- 貴彌功長岡株式会社 新潟縣長岡市
- 貴彌功精機株式会社 東京都青梅市、宮城縣岩沼市

## 海外關係企業
- Chemi-Con Americas Holdings,Inc. 美國
- United Chemi-Con, Inc. 美國
- Chemi-Con Materials Corporation 美國
- Europe Chemi-Con (Deutschland)GmbH 德国
- 香港嘉美工有限公司 香港
- 貴彌功貿易(深圳)有限公司 中華人民共和國深圳市
- 上海貴彌功貿易有限公司 中華人民共和國上海市
- 貴彌功(無錫)有限公司 中華人民共和國無錫市
- 東莞佳得佳鋁箔製造有限公司 中華人民共和國東莞市
- 台灣佳美工股份有限公司 台灣
- CHEMI-CON ELECTRONICS (KOREA) CO., LTD. 韓國首爾
- SINGAPORE CHEMI-CON (PTE.) LTD. 新加坡
- CHEMI-CON ELECTRONICS (THAILAND) CO., LTD. 泰國曼谷
- CHEMI-CON (MALAYSIA) SDN. BHD. 馬來西亞
- P.T.INDONESIA CHEMI-CON 印尼
- 三瑩電子工業股份有限公司 韓國(權益法認列之關聯企業)

## 公司名稱
在亞洲地區，因為公司名稱的漢字與當地的其他公司相同，因此在註冊時使用取同音不同漢字登記公司名。
- 中國大陸: 貴彌功
- 台灣: 佳美工
- 香港: 嘉美工

## 女子田徑部(現在無限期休息中)
- 日本貴彌功女子田徑部於1986年4月從宮城縣大崎市開始活動。但因為成績不好的關係從2014年3月底開始無限期休息中。
- 日本貴彌功女子田徑部於2007年的全日本企業對抗女子接力大賽中得到第6名的殊榮也是田徑部活動中最好的成績。
- 日本貴彌功女子田徑部由泉田利治(1986年4月~2011年3月)、森勇治(2011年4月~2014年3月)2位擔任教練。所屬田徑部有著活耀的女子選手，例如高橋千惠美於1999年8月得到世界陸地競技選手權大會中10000m項目中的第5名，在2000年9月的雪梨奧運中獲得第15名及在2009年3月名古屋國際女子馬拉松得到第3名的町田佑子等人。

## 外部連結
- 日本貴彌功株式会社 （页面存档备份，存于）
- 貴彌功長岡株式会社 （页面存档备份，存于）
- 貴彌功精機株式会社 （页面存档备份，存于）
- 日本貴彌功企業年金基金 （页面存档备份，存于）
- 日本貴彌功健康保險工會 （页面存档备份，存于）